# Fredericton-Ouest-Hanwell
Circonscription électorale provinciale du Canada
Fredericton-Ouest-Hanwell ((en) Fredericton West-Hanwell) est une ancienne circonscription électorale provinciale du Nouveau-Brunswick, au Canada. Elle est représentée à l'Assemblée législative de 2014 à 2024.

## Géographie
La circonscription comprend :
- la partie sud-ouest de la ville de Fredericton ;
- les communautés de Hanwell et Kingsclear ;
- la réserve amérindienne de Kingsclear.

## Liste des députés
| Législature                                                                                              | Années      | Député        | Député          | Parti                     |
| --- | ----------- | ------------- | --------------- | ------------------------- |
| Fredericton-Ouest-Hanwell Circonscription issue de York (1995-2004) et Fredericton-Silverwood            |             |               |                 |                           |
| 58e | 2014 - 2018 |               | Brian Macdonald | Progressiste-conservateur |
| 59e | 2018 - 2020 | Dominic Cardy |                 | Progressiste-conservateur |
| 60e | 2020 - 2022 | Dominic Cardy |                 | Progressiste-conservateur |
| 60e | 2022 - 2024 | Dominic Cardy | Indépendant     |                           |
| Redistribué parmi Fredericton-Sud-Silverwood, Hanwell-New Maryland, Carleton-York et Fredericton-Lincoln |             |               |                 |                           |